# Halsou
Halsou (en euskera: Haltsu) es una localidad y comuna francesa situada en el departamento de Pirineos Atlánticos, en la región de Aquitania y en el territorio histórico vascofrancés de Labort.
La comuna es recorrida por el curso del río Nive, afluente del Adur.
Limita al norte con Jatxou, con Hasparren al este, Cambo-les-Bains al sureste y Larressore al suroeste.
Se trata de una de las comunas productoras de la AOC Piment d'Espelette-Ezpeletako Biperra.

## Heráldica
Partido: 1º, en campo de oro, un león rampante, de gules, que tiene en su garra derecha un dardo de gules, puesto en barra, y 2º, en campo de azur, un aliso desarraigado, de oro.

## Demografía
| Gráfica de evolución demográfica de Halsou entre 1800 y 2012 |
|                                                              |

Fuentes: Ldh/EHESS/Cassini e INSEE.